# Noc długich noży (powieść)
Noc długich noży (niem. Die Nächte der langen Messer) – powieść Hansa Hellmuta Kirsta z 1975 r.
W małym miasteczku Feldafig, w swojej willi Waldemar Wesel przygotowuje sześciu wybrańców – młodych członków SS do zadań specjalnych. Nagrodą za służbę są doskonałe warunki bytowe, wyższe stopnie służbowe, duże sumy na kontach bankowych i tylko jeden warunek: bezwzględne posłuszeństwo, każdy rozkaz musi być wykonany bez sprzeciwu.
Aby przywyknąć do wykonywania swoich zadań czeka ich praca przy uboju zwierząt i przy sekcjach zwłok. Są również treningi w strzelaniu, wykłady z kryminalistyki, nauka przesłuchiwania oraz odpowiedni trening intelektualny. Hagen, Norden, Berner, Bergmann, Siegfried, Hermann w końcu mogą stanąć do dyspozycji Führera „do walki o Wielkie Niemcy”. Nie tylko bezwzględne rozprawiają się z opozycją polityczną, ale biorą udział w zorganizowaniu pierwszego obozu zagłady dla Niemców pochodzenia żydowskiego jako wstęp do ostatecznego rozwiązania kwestii żydowskiej.